# Dystrykt Talavera de la Reyna

Region Apurímac, w którym znajduje się dystrykt Talavera de la Reyna na mapie Peru

Dystrykt Talavera de la Reyna (hiszp. Distrito de Talavera de la Reyna, keczua Talawira distritu) – peruwiański dystrykt, znajdujący się w prowincji Andahuaylas, w regionie Apurímac ze stolicą w mieście Talavera de la Reyna.
Powierzchnia dystryktu wynosi 110,85 km², a liczba ludności - 16 131.

## Demografia
| mężczyźni | kobiety | razem  |
| --------- | ------- | ------ |
| 7 846     | 8 285   | 16 131 |

| mężczyźni | kobiety | razem |
| --------- | ------- | ----- |
| 3 198     | 3 369   | 6 567 |

| mężczyźni | kobiety | razem |
| --------- | ------- | ----- |
| 4 648     | 4 916   | 9 564 |